# التحقق من صحة نموذج الانحدار
التحقق من صحه نموذج الانحدار (بالإنجليزية: Regression model validation)‏ -في علم الاحصاء هي عملية تقرير إذا ما كانت النتائج العددية التي تقيس العلاقات المفترضة بين المتغيرات -التي تم الحصول عليها من تحليل الانحدار- مقبولة كوصف للبيانات أم لا.
عملية التحقق يُمكن أن تتضمن تحليلاً لِمدى توائم الانحدار وتحليلاً لبقايا الانحدار، هل هي عشوائية أم لا مع فحص هل الأداء التنبؤي للنموذج يتدهور بشكل كبير حينما يطبق على بيانات لم تستخدم في تقدير النموذج.

## التحقق باستخدام (R2)
الـ (R2) -هو معامل التحديد- القريب من الواحد الصحيح لايضمن أن النموذج يتوائم مع البيانات بشكل جيد لأنه كما توضح رباعية (Anscombe) فإن القيمة المرتفعة للـ(R2) يُمكن أن تحدث في وجود سوء مواصفات في شكل الدالة التي تُمثل العلاقة أو في حالة وجود قيم متطرفة والتي تُشوه العلاقة الحقيقية.
أحد المشاكل المرتبطه بالـ(R2) كقياس لصحة النموذج هي أن قيمة هذا المعامل يُمكن أن تتزايد بإضافة المزيد من المُتغيرات للنموذج إلا في حالة أن المتغيرات الإضافية غير مترابطة تماماً مع المتغيرات المستقلة الموجودة في البيانات التي تستخدم في النموذج.

### تحليل البقايا
البقايا من النموذج المتوائم هي الفرق بين الاستجابات التي تم ملاحظتها عند كل مجموعة من قيم المتغيرات التفسيرية والتنبؤ المُقابل للاستجابة التي يتم حسابها بدالة الانحدار.
- حسابياً فان تعريف البقايا للملاحظة رقم (i) يعطى كالآتي:

```
                                (E(intial)=Y(intial)- F(x,B)
```

حيث أن (yi) تدل على الاستجابة رقم (i) في مجموعة البيانات و (xi) هو متجة يعبر عن المتغيرات التفسيرية وكل مجموعة من القيم المناظرة توجد في الملاحظة رقم (i) في مجموعة البيانات.
أن كان النموذج يتوائم مع البيانات بطريقة صحيحة فإن البقايا قد تقترب من الأخطاء العشوائية التي قد تجعل العلاقة بين المتغيرات التفسيرية ومتغيرات الاستجابة علاقة احصائية.
لذلك فإن بدا ان البقايا لها سلوك عشوائي فإن ذلك يشير إلى أن النموذج يتوائم بشكل جيد مع البيانات ومن ناحية أخرى إذا لم يُظهر ذلك التكوين العشوائي بوضوح للبقايا فإن ذلك يعني أن النموذج لا يمثل البيانات بشكل واضح.

### التحليل الرسومي للبقايا
طريقة أساسية على الرغم من أنها ليست دقيقة كمياً وهي طريقة لفحص المشكلات التي تجعل النموذج غير كاف لإجراء الفحص البصري للمخلفات للبحث عن انحرافات واضحة من العشوائية.
الأنواع المُختلفة من المخططات الرسومية للبقايا من نماذج متوائمة تعطي معلومات عن كفاية جوانب مختلفة من النموذج.
- كفاية الجزء الوظيفي من النموذج : البقايا ترسم مع تغير المتنبئات
- التغيرات غير الثابتة في البيانات : البقايا ترسم مع المتنبئات والبقايا ترسم أيضاً مع التغير في الزمن.
- الانجراف في الاخطاء.
- استقلال الاخطاء.
- الأخطاء الطبيعيه.

الطرق الرسومية لها ميزه على الطرق العددية بالنسبة للتحق من صحه النموذج لأنها توضح بسهوله مجموعة واسعة من الجوانب المعقدة للعلاقة بين النموذج والبيانات.

### التحليل الكمي للبقايا
الطرق العددية أيضاً تلعب دوراً هاما في التحقق من صحه النموذج أحد المواقف الشائعة التي تأخذ فيها الطرق العددية اسبقية عن الطرق الرسومية حينما يكون عدد المعايير التي تم تقديرها قريبة نسبياً من حجم البيانات في هذه الحالة فإن رسم البقايا يكون في الغالِب من الصعب تفسيره نتيجة للقيود المفروضة على البقايا.
الارتباط التسلسلي للبقايا يمكن أن يشير إلى سوء المواصفات للنموذج ويمكن أن يفحص ذلك باستخدام الإحصاء .

### التقييم بلا عينة
التحقق من الصحة هي عمليه تقييم كيف تعمم نتائج التحليل الإحصائي على مجموعة بيانات مستقلة. أن كان تقييم النموذج قد تم على بعض البيانات المتاحة وليس كلها فإن النموذج الذي يُستخدم المعايير التي تم تقييمها يمكن أن يستخدم للتنبؤ ببعض البيانات على سبيل المثال (بلا عينة) المقصود بها مربع متوسط الخطأ.

## روابط خارجية
- How can I tell if a model fits my data? (NIST)
- NIST/SEMATECH e-Handbook of Statistical Methods (Accessed September 2011),